# Gunung Lingkohkreh
Gunung Lingkohkreh är en kulle i Indonesien.   Den ligger i provinsen Aceh, i den västra delen av landet, 1 600 km nordväst om huvudstaden Jakarta. Toppen på Gunung Lingkohkreh är 84 meter över havet.
Terrängen runt Gunung Lingkohkreh är platt.Runt Gunung Lingkohkreh är det mycket tätbefolkat, med 1 018 invånare per kvadratkilometer. Närmaste större samhälle är Langsa, 16,7 km öster om Gunung Lingkohkreh. I omgivningarna runt Gunung Lingkohkreh växer i huvudsak städsegrön lövskog.